# Bârsești (gmina Budești)
Bârsești – wieś w Rumunii, w okręgu Vâlcea, w gminie Budești. W 2011 roku liczyła 704 mieszkańców.